# Holy Diver
| Críticas profissionais | Críticas profissionais |
| Avaliações da crítica  | Avaliações da crítica  |
| Fonte                  | Avaliação              |
| ---------------------- | ---------------------- |
| allmusic               | [ 1 ]                  |
| Mojo                   | [ 2 ]                  |
| Kerrang!               | (muito favorável)      |
| Martin Popoff          | [ 4 ]                  |
| Sputnikmusic           | [ 5 ]                  |

Holy Diver é o álbum de estreia da banda estado-unidense de heavy metal Dio, lançado em maio de 1983.
O álbum ganhou o disco de platina nos Estados Unidos. Holy Diver também é o nome de um jogo eletrônico estrelado por Ronnie, que foi lançado apenas no Japão.
O álbum é considerado um clássico do Metal e um dos melhores álbuns dos anos 80. Em 2017, foi eleito o 16º melhor álbum de metal de todos os tempos pela revista Rolling Stone.

## Faixas
| N.º | Título                       | Compositor(es)              | Duração |  |
| 1.  | "Stand Up and Shout"         | Dio, Bain                   | 3:06    |  |
| 2.  | "Holy Diver"                 | Dio                         | 5:51    |  |
| 3.  | "Gypsy"                      | Dio, Campbell               | 3:39    |  |
| 4.  | "Caught in the Middle"       | Dio, Appice, Campbell       | 4:14    |  |
| 5.  | "Don't Talk to Strangers"    | Dio, Jake E. Lee            | 4:53    |  |
| 6.  | "Straight Through the Heart" | Dio, Bain                   | 4:31    |  |
| 7.  | "Invisible"                  | Dio, Appice, Campbell       | 5:24    |  |
| 8.  | "Rainbow in the Dark"        | Dio, Appice, Bain, Campbell | 4:21    |  |
| 9.  | "Shame on the Night"         | Dio, Appice, Bain, Campbell | 5:20    |  |

- Uma versão remasterizada desse álbum foi lançada em 2005, com uma décima faixa contendo uma entrevista com Ronnie James Dio.

## Singles

### 7"
- Holy Diver/Evil Eyes
- Holy Diver/Don't Talk To Strangers
- Rainbow In The Dark(mono)/Rainbow In The Dark(Stereo)
- Rainbow In The Dark/Gypsy

### 12"
- Holy Diver/Evil Eyes - Don't Talk To Strangers
- Holy Diver/Stand Up And Shout
- Holy Diver/Caught In A Middle

## Créditos
- Ronnie James Dio - Vocais/Sintetizadores
- Vivian Campbell - Guitarra
- Jimmy Bain - Baixo/Teclados
- Vinny Appice - Bateria

### Produção
- Gravado no "Sound City", Los Angeles, Estados Unidos
- Produzido por Ronnie James Dio
- Arranjos Angelo Arcuri
- Assitente de Arranjos Ray Leonard
- Masterização Original por George Marino no "Sterling Sound", Nova Iorque, Estados Unidos
- Illustações por Randy Berrett

## Desempenho nas paradas
| Ano  | Parada musical                | Posição |
| ---- | ----------------------------- | ------- |
| 1983 | UK Albums Chart               | 13      |
| 1983 | Swedish Albums Chart          | 18      |
| 1983 | New Zealand Albums Chart      | 43      |
| 1983 | German Albums Chart           | 52      |
| 1983 | Billboard 200 (EUA)           | 56      |
| 2012 | Oricon Japanese Albums Charts | 176     |

| Ano  | Título                | Parada musical        | Posição |
| ---- | --------------------- | --------------------- | ------- |
| 1983 | "Holy Diver"          | Mainstream Rock (EUA) | 40      |
| 1983 | "Holy Diver"          | Swedish Singles Chart | 60      |
| 1983 | "Holy Diver"          | UK Singles Chart      | 72      |
| 1983 | "Rainbow in the Dark" | Mainstream Rock (EUA) | 14      |
| 1983 | "Rainbow in the Dark" | UK Singles Chart      | 46      |

## Certificações
| País           | Organização | Ano  | Vendas                |
| Estados Unidos | RIAA        | 1989 | Platina (+ 1.000.000) |
| Reino Unido    | BPI         | 1986 | Prata (+ 60.000)      |